# Анджей Опалінський (єпископ познанський)
Анджей Опалінський (пол. Andrzej Opaliński; 1575 — 19 грудня 1623) — церковний і державний діяч Речі Посполитої.

## Життєпис
Походив з польського шляхетського роду Опалінських гербу Лодзя. Другий син Анджея Опалінського, маршалка великого коронного, і Катерини Косцелецької. Народився 1576 року.
У 1590 році став титулярним пробстом Плоцької кафедри. У 1592—1595 роках навчався в Римі, де отримав посади секретаря і камергера папи римського Климента VIII. Після повернення на батьківщину долучився до політичного життя.
У 1604 році він був призначений секретарем великим коронним. Польський король Сигізмунд III Ваза відправляв його послом до імператорів Священної Римської імперії Рудольфа II і Фердинанда II, щоб отримати від них дозвіл на шлюб з Констанцією Австрійською.
Одночасно обирався послом (депутатом) на Великопольський сеймик в Сьрода в 1600, 1602 і 1606 роках, де намагався переконати великопольську шляхту підтримати королівську політику, але марно. 1606 року став коад'ютором познанського єпископа і одночасно отримав призначення від папи римського на посаду титулярного єпископа Сінополіса (в Малій Азії). Після смерті Лаврентія Гослицького 1607 року стає єпископом Познанським. Офіційне призначення в сан сталося 12 листопада того ж року. Був відомий як ворог Реформації і опікун єзуїтського колегіуму в Познані.
У 1608 році зібрав у своїй резиденції в Слупці з'їзд сенаторів, чиновників і більшу частину знаті. Цей з'їзд приніс бажаний результат, і Великопольща підтримала короля на сеймику. Того ж року організував синод дієцезії, який в 1612 році ухвалив передати контрибуцію в королівську скарбницю на потреби Речі Посполитої. У квітні 1612 року інспектував костели в Познанській дієцезії, починаючи з познанського собору, який був знищений внаслідок пожежі того ж року. Перед смертю він встиг почати реконструкцію познанського собору, але не дожив про завершення робіт. 1618 року домігся від великопольського сеймику підтримки походу королевича Владислава у 1618 році проти Московського царства. Помер 1623 року, був похований в Радліні.